# Californische pap
Californische pap is een fungicide, dat onder meer gebruikt wordt tegen meeldauw op wijnstokken en fruitbomen. Het is een roodgele vloeistof, die men bekomt door zwavel en kalk in een bepaalde verhouding in water te koken. Ze bestaat uit kalkpolysulfiden, bv. CaS4 of CaS5, en andere zwavelhoudende kalkverbindingen.
Dit middel werd al rond 1833 in de Verenigde Staten gebruikt en werd in het midden van de 19e eeuw in Engeland en Frankrijk ingevoerd
Californische pap mag als gewasbeschermingsmiddel in de biologische landbouw aangewend worden.